# Белица (приток Островенки)
Белица — река в России, протекает по Лужскому району Ленинградской области. Устье находится в 2,5 км от устья Островенки по левому берегу. Имеет правый приток Керенку. Длина — 12 км.

## Данные водного реестра
По данным государственного водного реестра России, относится к Балтийскому бассейновому округу. Относится к речному бассейну реки Нарва (российская часть).
Код объекта в государственном водном реестре — 01030000412102000026895.